# Andrew Irvine
Andrew "Sandy" Comyn Irvine, född 8 april 1902 i Birkenhead, Merseyside, död 8 eller 9 juni 1924 på Mount Everest, var en brittisk bergsbestigare.
Irvine ingick i den brittiska Mount Everest-expeditionen som hade för avsikt att bli först att bestiga berget. Tillsammans med George Mallory försvann Irvine spårlöst under toppattacken i juni 1924. Än idag diskuteras om Irvine och Mallory kan ha nått toppen. Mallorys kropp återfanns 1999. Irvine är fortfarande försvunnen, men i september 2024 hittades kvarlevor i en smältande glaciär på nordsidan av Mont Everest som tros vara hans.

## Eftermäle
Asteroiden 6825 Irvine är uppkallad efter Andrew Irvine.